# Austrolestes leda
Austrolestes leda är en trollsländeart som först beskrevs av Selys 1862.  Austrolestes leda ingår i släktet Austrolestes och familjen glansflicksländor. Inga underarter finns listade i Catalogue of Life.

## Bildgalleri

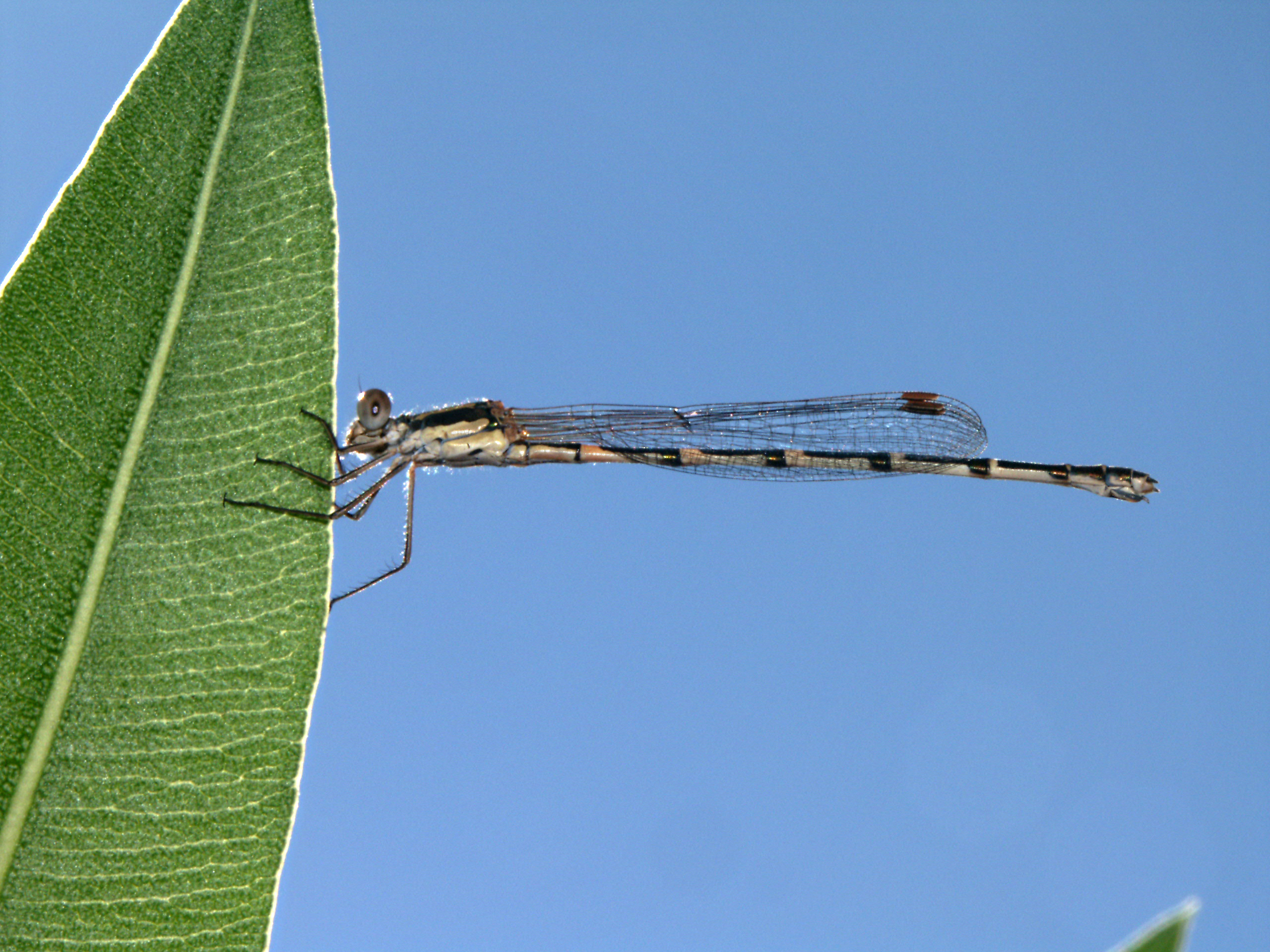